# NorthEast United Football Club
Il NorthEast United Football Club è una società calcistica indiana con sede nella città di Guwahati. Milita nella Indian Super League.

## Storia

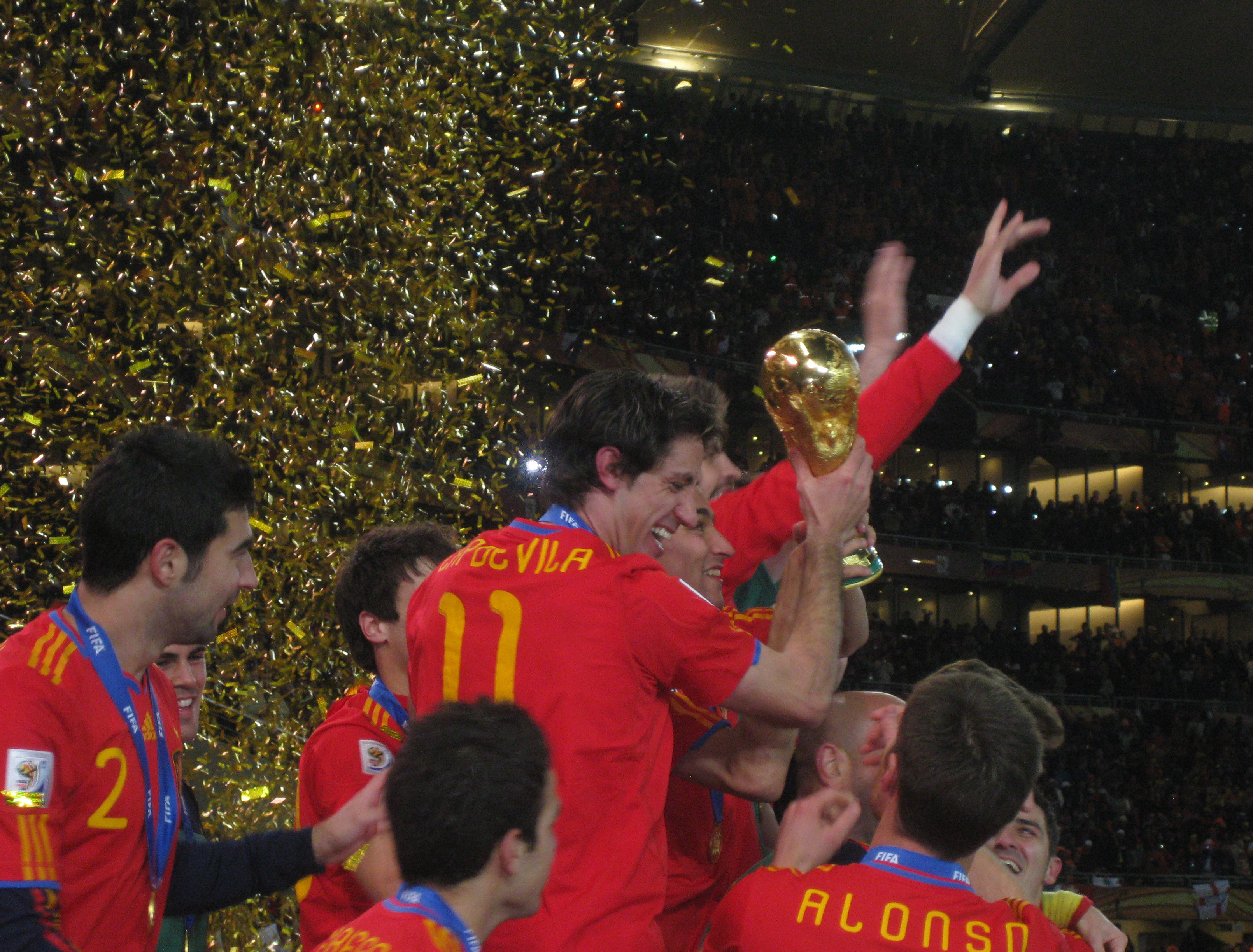
Joan Capdevila, vincitore del mondiale di calcio nel 2010, è stato il primo marquee player della squadra

La società è stata fondata il 13 aprile 2014, tramite un accordo tra l'attore di Bollywood John Abraham e il club indiano dello Shillong Lajong, per prendere parte alla stagione d'esordio della Indian Super League, nuova lega calcistica indiana.
Chiude questa prima stagione all'ultimo posto.
Dal 2015 al 2017 non riesce a centrare il play off, concludendo al 5º posto nel 2015 e 2016 e ultimo nel 2017.

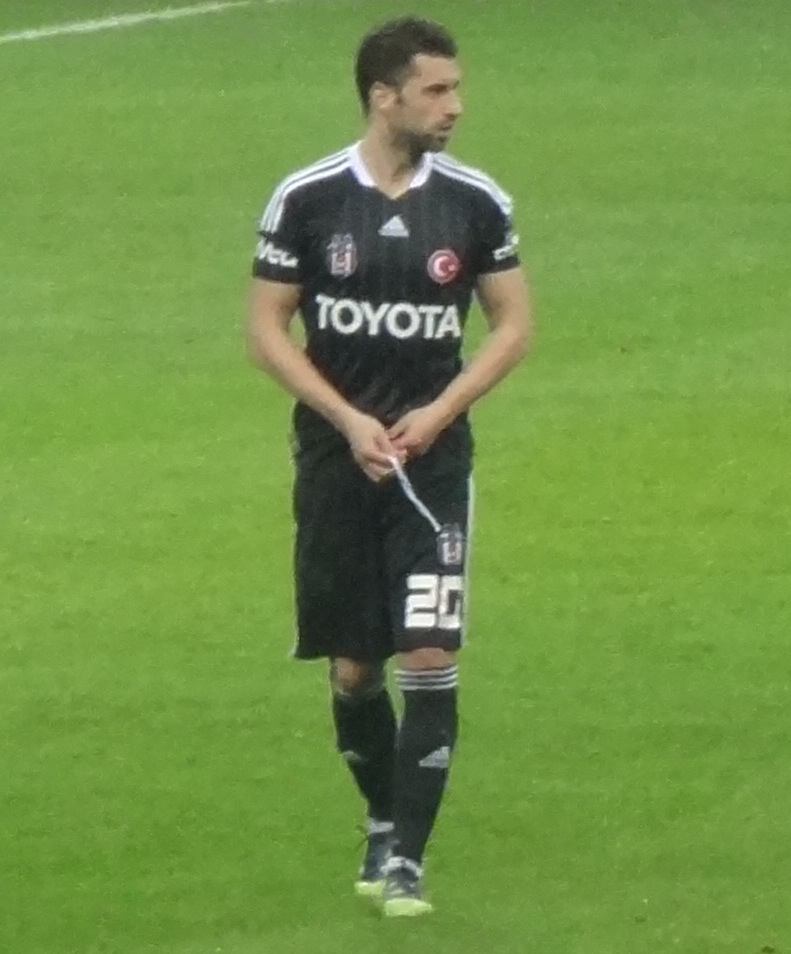
Simão, è il secondo marquee player della squadra

## Colori e simboli

### Colori
I colori della squadra sono il rosso, il nero e il bianco.

## Strutture

### Stadio

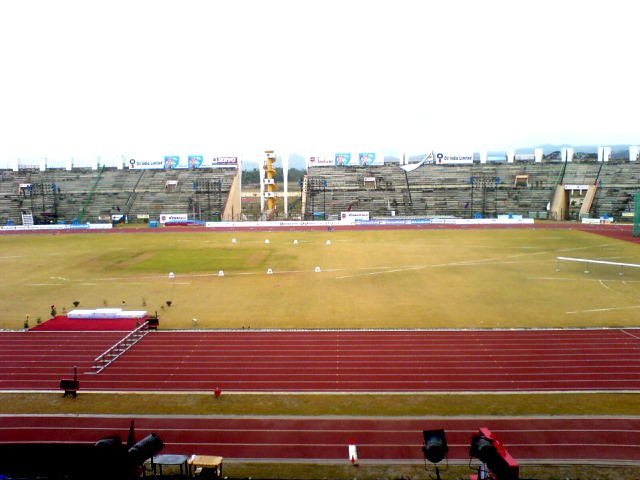
Indira Gandhi Athletic Stadium

L'Indira Gandhi Athletic Stadium è uno stadio a Guwahati. Ha una capacità di 35.000 posti

## Società

### Sponsor
Di seguito la cronologia di fornitori tecnici e sponsor del NorthEast United.
| Sponsor tecnici - 2014-oggi: Adidas | Sponsor ufficiali - 2014-oggi: HTC |

## Allenatori e presidenti
| Allenatori - 2014-2015 Ricki Herbert - 2015-2016 César Farías - 2016 Sérgio Farias - 2016-2017 Nelo Vingada - 2017-2018 João de Deus - 2018 Avraham Grant - 2018-2019 Eelco Schattorie - 2019-2020 Robert Jarni - 2020 Khalid Jamil (Interim) - 2020-2021 Gerard Nus - 2021 Khalid Jamil (Interim) - 2021-2022 Khalid Jamil - 2022 Marco Balbul - 2022-2023 Vincenzo Alberto Annese - 2023 Floyd Pinto (Interim) - 2023-attuale Juan Pedro Benali | Presidenti - 2014-attuale John Abraham |

## Statistiche e record

### Miglior marcatori
|    | Nome                | Anno             | Gol (Presenze) | Finali | Totale  |
| -- | ------------------- | ---------------- | -------------- | ------ | ------- |
| 1  | Bartholomew Ogbeche | 2018-2019        | 12 (18)        | 0(0)   | 12 (18) |
| 2  | Deshorn Brown       | 2021-2022        | 12 (22)        | 0(0)   | 12 (22) |
| 3  | Federico Gallego    | 2018-2022        | 9 (41)         | 0(0)   | 9 (41)  |
| 4  | Wilmar Jordán Gil   | 2022-2023        | 8 (11)         | 0(0)   | 8 (11)  |
| 5  | Nicolás Vélez       | 2015-2016        | 8 (25)         | 0(0)   | 8 (25)  |
| 6  | V.P. Suhair         | 2020-2022        | 7 (38)         | 0(0)   | 7 (38)  |
| 7  | Parthib Gogoi       | 2022-            | 6 (21)         | 0(0)   | 6 (21)  |
| 8  | Emiliano Alfaro     | 2016             | 5 (13)         | 0(0)   | 5 (13)  |
| 9  | Seiminlen Doungel   | 2014, 2017, 2018 | 5 (25)         | 0(0)   | 5 (25)  |
| 10 | Asamoah Gyan        | 2019-2020        | 4 (8)          | 0(0)   | 4 (8)   |

### Allenatori
| Nome                      | Nazionalità   | Dal              | Al               | Andamento | Andamento | Andamento | Andamento | Andamento  |
| Nome                      | Nazionalità   | Dal              | Al               | Giocate   | Vittorie  | Pareggi   | Sconfitte | % vittorie |
| ------------------------- | ------------- | ---------------- | ---------------- | --------- | --------- | --------- | --------- | ---------- |
| Ricki Herbert             | Nuova Zelanda | 13 ottobre 2014  | 20 dicembre 2014 | 14        | 3         | 6         | 5         | 21,43      |
| César Farías              | Venezuela     | 30 giugno 2015   | 20 dicembre 2015 | 14        | 6         | 2         | 6         | 42,86      |
| Sérgio Farias             | Brasile       | 15 maggio 2016   | 4 luglio 2016    | 0         | 0         | 0         | 0         | —          |
| Nelo Vingada              | Portogallo    | 16 luglio 2016   | 14 maggio 2017   | 14        | 5         | 3         | 6         | 35,71      |
| João Carlos Pires de Deus | Portogallo    | 8 luglio 2017    | 3 gennaio 2018   | 6         | 1         | 1         | 4         | 16,67      |
| Avram Grant               | Israele       | 4 gennaio 2018   | 16 agosto 2018   | 4         | 2         | 0         | 2         | 50,00      |
| Eelco Schattorie          | Paesi Bassi   | 17 agosto 2018   | 31 maggio 2019   | 18        | 7         | 9         | 3         | 38,89      |
| Robert Jarni              | Croazia       | 5 agosto 2019    | 10 febbraio 2020 | 15        | 2         | 7         | 6         | 13,33      |
| Khalid Jamil              | India         | 10 febbraio 2020 | 31 maggio 2020   | 3         | 0         | 1         | 2         | &0,00      |
| Gerard Nus                | Spagna        | 25 agosto 2020   | 12 gennaio 2021  | 11        | 2         | 6         | 3         | 18,18      |
| Khalid Jamil              | India         | 12 gennaio 2021  | 31 maggio 2022   | 31        | 9         | 9         | 13        | 29,03      |
| Marco Balbul              | Israele       | 25 luglio 2022   | 8 dicembre 2022  | 8         | 0         | 0         | 8         | &0,00      |
| Vincenzo Alberto Annese   | Italia        | 8 dicembre 2022  | 28 febbraio 2023 | 12        | 1         | 2         | 9         | &8,33      |
| Floyd Pinto               | India         | 28 febbraio 2023 | 22 maggio 2023   | 3         | 2         | 0         | 1         | 66,67      |
| Juan Pedro Benali         | Spagna        | 22 maggio 2023   | -                | 22        | 6         | 8         | 8         | 27,27      |

## Organico

### Rosa
| N. |                    | Ruolo | Calciatore            |
| -- | ------------------ | ----- | --------------------- |
|    | India (bandiera)   | P     | Gurmeet Singh         |
|    | India (bandiera)   | P     | Dipesh Chauhan        |
|    | India (bandiera)   | P     | Mirshad Michu         |
|    | Spagna (bandiera)  | D     | Míchel Zabaco         |
|    | India (bandiera)   | D     | Buanthanglun Samte    |
|    | India (bandiera)   | D     | Dinesh Singh          |
|    | India (bandiera)   | D     | Tondonba Singh        |
|    | Marocco (bandiera) | D     | Hamza Regragui        |
|    | India (bandiera)   | D     | Asheer Akhtar         |
|    | Marocco (bandiera) | C     | Mohammed Ali Bemammer |
|    | India (bandiera)   | C     | Phalguni Singh        |

| N. |                      | Ruolo | Calciatore             |
| -- | -------------------- | ----- | ---------------------- |
|    | India (bandiera)     | C     | Mayakkannan Muthu      |
|    | India (bandiera)     | C     | Jithin MS              |
|    | Spagna (bandiera)    | A     | Néstor Albiach         |
|    | India (bandiera)     | A     | Alfred Lalruotsang     |
|    | Australia (bandiera) | A     | Tomi Jurić             |
|    | India (bandiera)     | A     | Parthib Gogoi          |
|    | India (bandiera)     | A     | Redeem Tlang           |
|    | India (bandiera)     | A     | Bekey Oram             |
|    | India (bandiera)     | A     | Macarton Louis Nickson |
|    | India (bandiera)     | A     | Thoi Singh             |

### Staff tecnico
- Juan Pedro Benali - Allenatore
- Naushad Moosa - Vice allenatore
- Cristian Patru - Allenatore portieri
- Ohad Efrat - Direttore Tecnico

## Palmarès

### Competizioni nazionali
- Durand Cup: 1

2024